# Маркон
Маркон (итал. Marcon) — коммуна в Италии, располагается в провинции Венеция области Венеция.
Население составляет 12 904 человека (на 2004 г.), плотность населения составляет 487 чел./км². Занимает площадь 25 км². Почтовый индекс — 30020. Телефонный код — 041.
Покровителем коммуны почитается святой Георгий, празднование 23 апреля.